# Giulio Acquaviva d'Aragona
Giulio Acquaviva d'Aragona (født 1546 i Napoli, død 21. juli 1574 i Rom) var en af den katolske kirkes kardinaler.
Han blev kreeret til kardinal den 17. maj 1570 af pave Pius V.